# Cryptoporus verrucosus
Cryptoporus verrucosus är en mångfotingart som beskrevs av Carl Oscar von Porat 1894. Cryptoporus verrucosus ingår i släktet Cryptoporus och familjen Chelodesmidae. Inga underarter finns listade i Catalogue of Life.